# Clifford T. Ward
Pour les articles homonymes, voir Ward.
Clifford Thomas Ward, né le 10 février 1944 à Stourport-on-Severn et mort le 18 décembre 2001 à Tenbury Wells d'une pneumonie, est un auteur-compositeur-interprète britannique.

## Albums
| Titre                                                                     | Label                           | Date de sortie |
| ------------------------------------------------------------------------- | ------------------------------- | -------------- |
| Singer-Songwriter                                                         | Dandelion Records               | Septembre 1972 |
| Home Thoughts                                                             | Charisma Records                | Juin 1973      |
| Mantle Pieces                                                             | Charisma Records                | Décembre 1973  |
| Escalator                                                                 | Charisma Records                | Avril 1975     |
| No More Rock 'n' Roll                                                     | Philips                         | Décembre 1975  |
| Waves                                                                     | Philips                         | Novembre 1976  |
| New England Days                                                          | Mercury                         | Octobre 1977   |
| Both of Us                                                                | Philips                         | Mars 1984      |
| Sometime Next Year                                                        | Tembo Records                   | Juillet 1986   |
| Gaye and Other Stories                                                    | Virgin Records                  | October 1990   |
| Laugh It Off                                                              | Ameless Records                 | Février 1992   |
| Julia and Other New Stories (demos and out-takes)                         | Graduate Records                | Février 1995   |
| Hidden Treasures                                                          | RP Media                        | Août 1998      |
| Bittersweet                                                               | RP Media                        | Mai 1999       |
| The Ways of Love                                                          | RP Media                        | Mai 2000       |
| Anthology                                                                 | Cherry Red Records              | Juin 2002      |
| This Was Our Love                                                         | Cherry Red Records              | Mai 2003       |
| Work in Progress                                                          | The Friends Of Clifford T. Ward | Octobre 2003   |
| Secrets & Sidetracks                                                      | The Friends of Clifford T. Ward | 2004           |
| Studio Sessions (limited edition)                                         | Cherry Red Records              | Septembre 2005 |
| Change Of Heart                                                           | Cherry Red Records              | Septembre 2009 |
| The Kinver Sessions 1968-1972                                             | Beaujangle                      | 2009           |
| Path Through The Forest - The Secret World of Clifford T. Ward            | Wooden Hill                     | 2009           |
| The Best Is Yet To Come: The Collection                                   | Press Play/Cherry Red Records   | 2013           |
| Infatuation: Singles and Demos 1966-68 - The Secrets ft. Clifford T. Ward | Grapefruit Records              | 2015           |